# Scheldeprijs Vlaanderen 2008
Lo Scheldeprijs Vlaanderen 2008, novantaquattresima edizione della corsa, valido come evento dell'UCI Europe Tour 2008 categoria 1.HC, si svolse il 16 aprile 2008 per un percorso di 207 km. Fu vinto dal britannico Mark Cavendish, che terminò la gara in 4h59'15" alla media di 41,504 km/h.
Dei 136 ciclisti alla partenza furono in 116 a portare a termine il percorso.

## Ordine d'arrivo (Top 10)
| Pos. | Corridore         | Squadra      | Tempo    |
| ---- | ----------------- | ------------ | -------- |
| 1    | Mark Cavendish    | High Road    | 4h59'15" |
| 2    | Tom Boonen        | QuickStep    | s.t.     |
| 3    | Robbie McEwen     | Silence      | s.t.     |
| 4    | Erik Zabel        | Milram       | s.t.     |
| 5    | Stefan van Dijk   | Mitsubishi   | s.t.     |
| 6    | Fabien Bacquet    | Skil-Shimano | s.t.     |
| 7    | Gregory Henderson | High Road    | s.t.     |
| 8    | Wouter Weylandt   | QuickStep    | s.t.     |
| 9    | Daniel Musiol     | Volksbank    | s.t.     |
| 10   | Borut Božič       | Cycle Coll.  | s.t.     |